# Le Cours de physique de Feynman
Le Cours de physique de Feynman (titre original : Feynman Lectures on Physics) de Richard Feynman, Robert B. Leighton et Matthew Sands (en) est un recueil de notes de cours donnés par Richard Feynman à Caltech, ces notes ayant été rassemblées et compilées par Robert Leighton. Ces cours, donnés entre 1961 et 1963, avaient pour objectif d'expliquer la physique de manière logique aux étudiants undergraduate (de premier ou second cycle). Ces cours étaient jugés difficiles par les étudiants. Cependant, la notoriété de Feynman aidant, de nombreux auditeurs furent aussi des doctorants et des chercheurs désireux de voir comment Feynman arrivait à expliquer les concepts physiques les plus complexes de manière intuitive. L'originalité et la vivacité du discours ont fait de ce cours une référence.
Ce cours se partage en trois volumes.
- Le premier traite essentiellement de la mécanique, de l'optique, des radiations lumineuses, et de la thermodynamique (théorie de la chaleur).
- Le second traite principalement de l'électromagnétisme (électrostatique, magnétostatique, équations de Maxwell, magnétisme dans les matériaux).
- Le dernier volume est consacré à la mécanique quantique.

Toujours d'actualité, les cours de Feynman sont généralement recommandés aux étudiants en physique, éventuellement aux lycéens de bon niveau.
L'édition française est quant à elle divisée en 5 volumes : « Mécanique 1&2 » qui recoupent le premier volume de l'édition américaine, « Électromagnétisme 1&2 » qui recoupent le deuxième volume de l'édition américaine et enfin le « Mécanique quantique » qui n'est autre que le 3e volume de l'édition américaine. Il existe également d'autres livres gravitant autour ou complétant ces cours comme « Exercises in Introductory Physics » ou « Exercises for the Feynman Lectures on Physics » (« Exercices pour le cours de physique de Feynman » dans l'édition française) ou encore « Feynman's Tips on Physics » (« Révisez la Physique avec Feynman » en France).